# Aero-Tropics Air Services
Aero-Tropics Air Services — австралийская авиакомпания, существовавшая в 2000—2008 годах.
Компания была основана в 2000 году и выполняла рейсы из Кэрнса по всей северо-восточной Австралии. В 2008 году компания стала испытывать серьёзные финансовые проблемы, из-за чего в октябре того же года она прекратила полёты, а вскоре была объявлена банкротом.

## Воздушный флот
По состоянию на июль 2008 года, флот авиакомпании состоял из 13 самолётов:
- 4 Aero Commander 500S Shrike Commander
- 1 Beechcraft King Air B200
- 6 Britten-Norman BN2A Islander
- 2 Cessna 208B Grand Caravan

## Маршрутная сеть
На июль 2008 года маршрутная сеть авиакомпании включала в себя следующие пункты назначения:
- Баду (остров) – аэропорт Баду-Айленд
- Боигу (остров) – аэропорт Боигу-Айленд
- Кэрнс – Кэрнс (аэропорт)
- Коконат (остров) – аэропорт Коконат-Айленд
- Дэрнли (остров) – аэропорт Дэрнли-Айленд
- Хорн (остров) – аэропорт Хорн-Айленд (хаб)
- Кубин (остров Моа) – аэропорт Кубин
- Мабуиаг (остров) – аэропорт Мабуиаг-Айленд
- Марри (остров) – аэропорт Марри-Айленд
- Саибаи (остров) – аэропорт Саибаи-Айленд
- Уаррабер (остров) – аэропорт Уаррабер-Айленд
- Ям (остров) – аэропорт Ям-Айленд
- Йорк (остров) – аэропорт Йорк-Айленд